# Сім наречених для семи братів
«Сім наречених для семи братів» (англ. «Seven Brides for Seven Brothers») — американський пригодницький мюзикл Стенлі Донена 1954 року. У 2006 році занесений до списку найкращих американських фільмів-мюзиклів за версією Американського інституту кіномистецтва.

## Сюжет
1850 року в гірській місцевості Орегону живуть семеро неодружених братів. Старший з них, Адам, вирішує знайти собі дружину і спускається до містечка неподалік. Там його всі запевняють, що жодна дівчина не погодиться вийти заміж за «не-джентльмена» і піти в гори. Та ось Адам зустрічає гарненьку кухарку Моллі й відразу робить їй пропозицію. Моллі трохи здивована таким поспіхом, тож Адам пояснює, якби він жив на сході — залицявся б за всіма правилами, але тут він просто не має часу. Моллі погоджується, і вони одружуються. Наступного дня молоде подружжя вирушає до домівки чоловіка. Моллі дуже радіє тому, що тепер в неї буде дім та сім'я. Але на місці виявляється, що дружина перш за все потрібна Адаму, щоб прибиратися в будинку, де живе ще шестеро його братів, і поратися по господарству. Спочатку Моллі не знає, що їй робити, та згодом бере себе в руки, швидко приводить все до ладу і показує, хто в домі господар. Завдяки її старанням  брати скоро виглядають чи не справжніми джентльменами. З ними вона спускається в містечко. Там юнаки знайомляться з молодими дівчатам, та через місцевих хлопців продовжити знайомство не виходить. Тож вночі брати викрадають дівчат, що їм сподобались і забирають до себе. Розлючені містяни зі зброєю вирушають за ними, та гірська лавина блокує їм шлях аж до весни. Міллі в цей час сварить братів за вчинок і виганяє до комори. Дівчат же вона вітає в будинку. Протягом зими молоді люди краще пізнають одне одного, і дівчата зовсім не проти прожити із гірськими братами решту свого життя. Навесні у Моллі народжується дитина, містяни ж вже дісталися далекого господарства. На їхнє питання чия то дитина галасує, кожна з дівчат відповідає, що саме її.

## У ролях
- Говард Кіл — Адам
- Джейн Пауелл — Моллі
- Джефф Річардс — Бенджамін
- Джулі Ньюмар — Доркас
- Метт Меттокс — Калеб
- Рута Лі — Рут
- Марк Платт — Данієль
- Норма Доджетт — Марта
- Жак д'Амбуаз — Єфрем
- Вірджинія Гібсон — Ліза
- Томмі Ролл — Френк
- Бетті Карр — Сара
- Расс Тамблін — Гідеон
- Ненсі Кілґас — Еліс